# Сопый
Сопый (каз. Сопый) — озеро в Фёдоровском районе Костанайской области Казахстана. Находится в 1 км к востоку от села Пешковское.
По данным топографической съёмки 1958 года, площадь поверхности озера составляет 3,72 км². Наибольшая длина озера — 2,8 км, наибольшая ширина — 2,3 км. Длина береговой линии составляет 10,8 км, развитие береговой линии — 1,57. Озеро расположено на высоте 202,9 м над уровнем моря.
По данным обследования экспедицией ГГИ от 2 июля 1955 года, площадь поверхности озера составляет 4,7 км². Максимальная глубина —  м, объём водной массы —  млн. м³, общая площадь водосбора —  км².